# Ngombe (Volk)

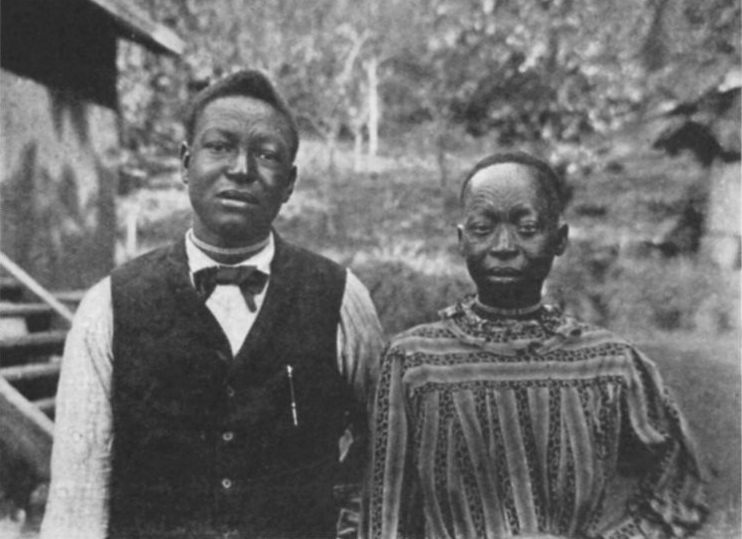
Ngombe, 1908

Die Ngombe (oder Ngɔmbɛ) sind eine Ethnie in der Demokratischen Republik Kongo. Sie leben dort hauptsächlich im Nordwesten, entlang des Kongo. Etwa 200.000 Personen betrachten sich als Ngombe. Sie sprechen Ngombe, eine Bantusprache.

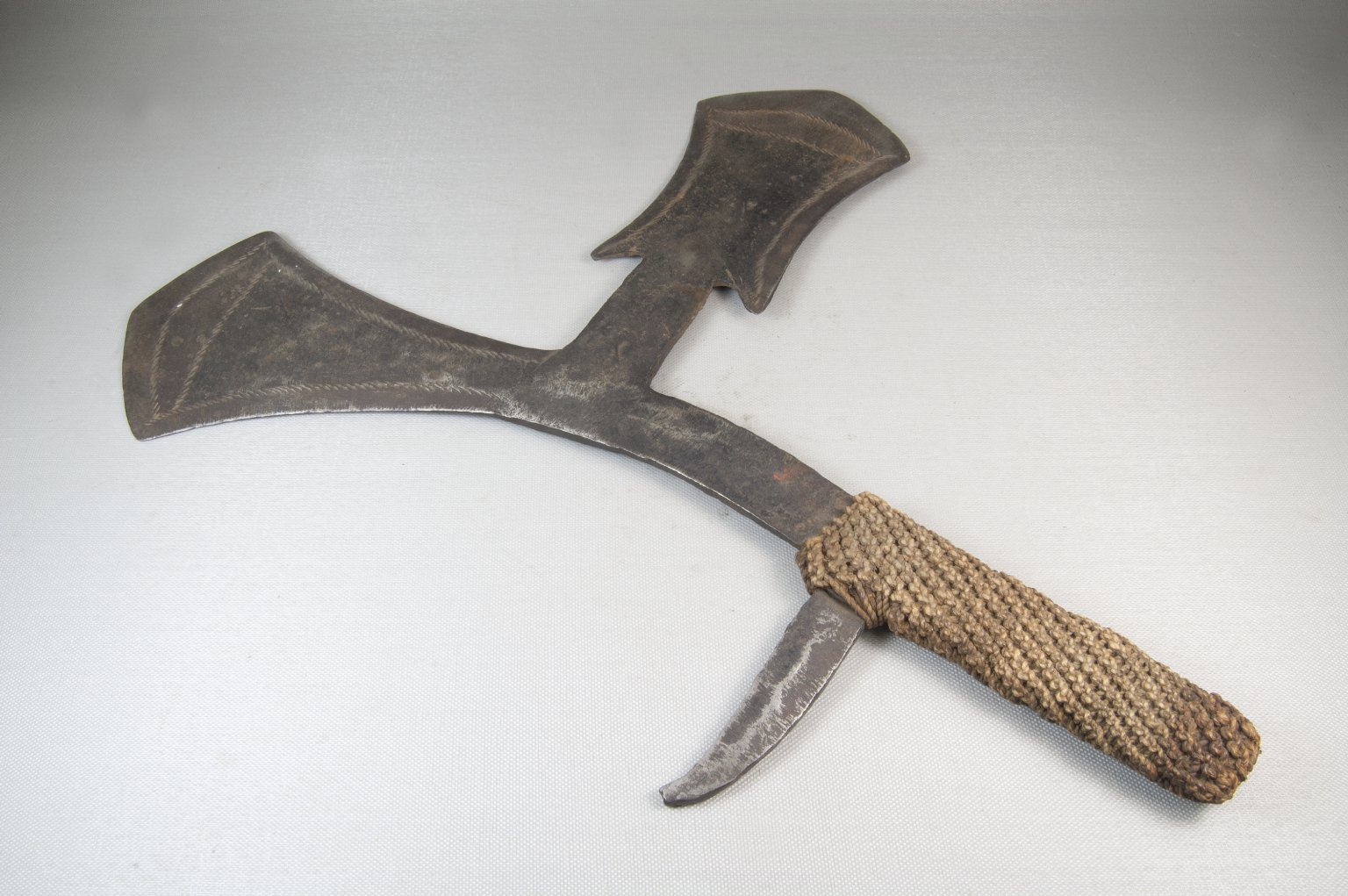
Wurfmesser der Ngombe

Im 18. Jahrhundert lebten die Ngombe am Likame-Fluss und westlich des Mongala-Flusses. Sie wurden dort von den Ngbandi vom Osten her bedrängt. Durch starken Zusammenhalt und ihre größeren Dörfer, konnten sie den Ngbandi besser standhalten als andere Ethnien in dem Gebiet. Im Laufe des 18. Jahrhunderts expandierten sie nach Westen und Süden und erreichten vor 1800 den Ubangi und den Kongo. Sie beteiligten sich dort am Sklavenhandel. In den späten 1880er Jahren konnten sie nach gewonnenen Schlachten die Mongo aus Gebieten südlich des Kongo verdrängen.
Die Ngombe trugen traditionell Skarifizierungen.